# Jatibonico
Jatibonico – miasto na Kubie, w prowincji Sancti Spíritus. W 2004 r. miasto to zamieszkiwało 42 708 osób.